# .my
.my és el domini de primer nivell territorial (ccTLD) de Malàisia.

## Subdominis

### Convenció de noms de domini
Al principi, els registres es feien directament sota el .my, però a mesura que va guanyar popularitat, es va decidir de crear etiquetes genèriques de segon nivell, i permetre només el registre al nivell tres. Els registres que ja s'havien creat al segon nivell es van mantenir.
Però degut a l'augment de la demanda, i l'ús global de dominis de segon nivell, es van tornar a permetre el 25 de març de 2008.

### Dominis de segon nivell
- .com.my, per organitzacions o activitats comercials.
- .net.my, per organitzacions o activitats relacionades amb la xarxa.
- .org.my, per organitzacions o activitats que no siguin de cap de les categories anteriors.
- .gov.my, només per organitzacions governamentals de Malàisia.
- .edu.my, només per organitzacions educatives de Malàisia.
- .mil.my, només per organitzacions militars de Malàisia.
- .name.my, per a persones de Malàisia, sols ús personal.

El subdomini .name.my està reservat exclusivament per a dominis personals de particulars, i el registre a tots els altres subdominis està restringit a empreses i organitzacions.

### Dominis de tercer nivell i restriccions
Qui registra és lliure de definir el nom del seu domini de qualsevol forma romanitzada, incloent els escrits en anglès, malai, pinyin i tàmil romanitzat. No obstant, el MYNIC restringeix l'ús d'alguns noms, que inclouen:
- El nom del país o dels estats, o noms coneguts com a "Malaysia", "Melaka" o "Johore", que només poden ser sol·licitats per l'autoritat corresponent de l'estat, o els individus que hagin estat autoritzats degudament.
- Termes sensibles a les religions principals de Malàisia, com ara "Islam", "buda", "hindú" o "cristiandat".
- Paraules que siguin "obscenes, escandaloses, indecents, ofensives or contràries a les normes públiques de Malàisia".
- "Banc" o "companyia financera" (o qualsevol derivada d'aquestes paraules), sense el consentiment del Ministeri de Finances.

## Nom de domini internacionalitzat
El 6 de juliol de 2011 es va fer una sol·licitud mitjançant el tràmit ràpid per fer aprovar la cadena «.مليسيا» (Maleesya en escriptura jawi) com a segon nom de domini. El nom de domini ha estat acceptat.